# Ellis Bridge

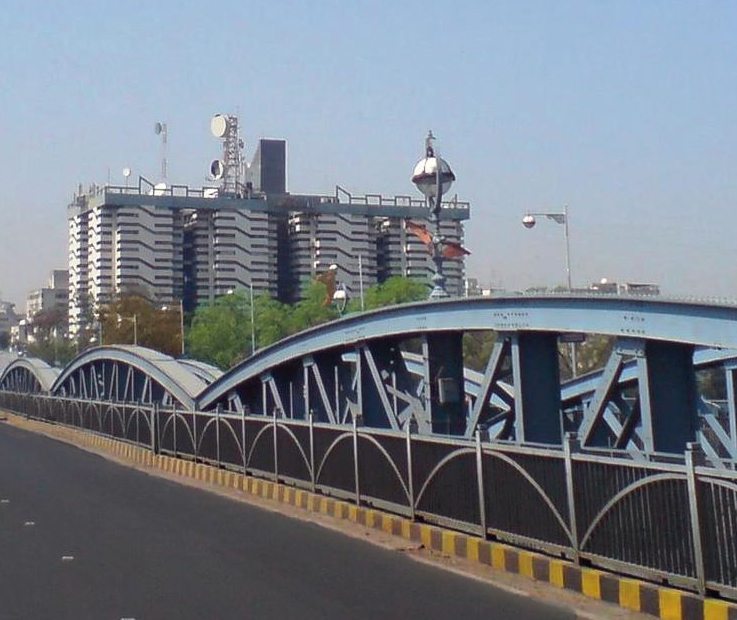
Ellis Bridge

Ellis Bridge is een brug over de rivier Sabarmati in Ahmedabad, de grootste stad van de Indiase deelstaat Gujarat.
De brug werd eind jaren zestig van de negentiende eeuw gebouwd. Bij de overstroming in september 1875 werd de brug verwoest. In de jaren negentig werd een nieuwe brug gebouwd, vernoemd naar Barrow Helbert Ellis, die tijdens de koloniale overheersing van India belangrijke posten in India had vervuld. In 1997 werd de brug gemoderniseerd. De brug werd vanaf toen Swami Vivekananda Bridge genoemd (in de buurt van de vroegere Town Hall staat een standbeeld van Vivekananda), maar in de volksmond wordt het bouwwerk nog steeds Ellis Bridge genoemd. De brug is een symbool van de stad en heeft gefigureerd in enkele speelfilms, waaronder 'Kai Po Che!' (2013).